# Лудвиг V фон Хелфенщайн
Лудвиг V фон Хелфенщайн (Ludwig V Graf von Helfenstein-Wiesensteig; † 9 януари 1493) е граф на Хелфенщайн, господар на Визенщайг в региона на Щутгарт.

## Произход
Той е четвъртият син на граф Фридрих I фон Хелфенщайн († 1438) и съпругата му графиня Агнес фон Вайнсберг († 1474), дъщеря на граф Енгелхард VIII фон Вайнсберг († 1417) и графиня Анна фон Лайнинген-Хартенбург († 1413/1415).
По-голям брат е на Фридрих II фон Хелфенщайн (1408 – 1483).

## Фамилия
Лудвиг V фон Хелфенщайн се жени на 8 октомври 1472 г. за Амалия фон Йотинген-Валерщайн († сл. 24 март 1487), дъщеря на граф Йохан I фон Йотинген († 10 май 1449) и графиня Маргарета фон Горц-Кирхберг († 8 януари 1450). Бракът е бездетен.